# Amrol

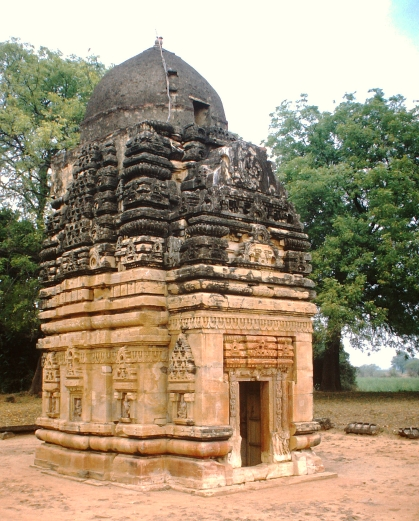
Amrol, Ramesvara-Mahadeva-Tempel (ca. 750); die Kuppel ersetzt die – vielleicht durch Blitzschlag zerstörte – Spitze des Shikhara-Turms und wurde wohl erst im 18. oder 19. Jh. hinzugefügt. Typisch für den Pratihara-Stil sind das Fehlen einer erhöhten Plattform (jagati) und einer Säulenvorhalle (mandapa); charakteristisch sind die aus übereinander gestellten Fensternischen (chandrasalas) bestehenden Dekorpaneele (udgamas) oberhalb der Außennischen sowie im Mittelteil des Turmaufbaus.

Die kleine Ortschaft Amrol besteht aus etwa 100 Häusern mit etwa 700 Einwohnern und liegt im indischen Bundesstaat Madhya Pradesh. Unweit des Dorfes stehen zwei Tempel, die der Pratihara-Epoche zugerechnet werden.

## Lage
Amrol liegt etwa 30 km südlich von Gwalior in einer fruchtbaren Ebene. Der Ort ist von Gwalior aus mit Bussen oder Taxis erreichbar.

## Geschichte
Mangels schriftlicher Aufzeichnungen ist über die Geschichte Amrols nichts bekannt. Die beiden etwa 2 km voneinander entfernt liegenden und durchaus imposanten Tempel lassen darauf schließen, dass hier ehemals eine nicht unbedeutende Ansiedlung oder Pilgerstätte existierte.

## Tempel

### Ramesvara-Mahadeva-Tempel
Der Tempel befindet sich gut 1 km nordwestlich des Dorfes. Er steht in ebenem Gelände und ist ca. 4 m breit und ca. 5 m lang. Der Baukörper besteht lediglich aus einer Cella (garbhagriha) zur Aufnahme des Lingam und einem kleinen Vorraum (antarala) für die Besucher. Die Außenwände der Cella sind fünffach abgestuft (pancharatha) und mit Nischen versehen, in denen sich zumeist tanzende Ganas, die Begleiter Shivas, tummeln. Der Shikhara-Turm erhebt sich oberhalb des Sanktums, bezieht aber auch teilweise den Vorraum mit ein; seine Teilsegmente nehmen die Außenwandgliederung auf. Die Mittelteile des Turmaufbaus sowie die meisten Flächen oberhalb der Scheinfenster der Außenwand sind mit hohen Paneelen (udgamas) aus übereinander angeordneten Fensternischen (chandrasalas) dekoriert – einem typischen Dekormotiv der Pratihara-Tempel, das in seinen Ursprüngen auf buddhistische Vorläufer (u. a. auf Chaitya-Fenster) zurückzuführen ist.

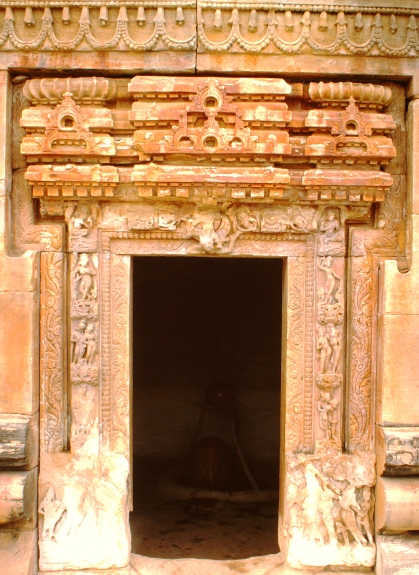
Amrol, Ramesvara-Mahadeva-Tempel (ca. 750); das oben verbreiterte, unten aber bereits arg verwitterte Türportal zeigt noch himmlische Liebespaare (mithunas), darüber eine Tänzerin und eine Musikantin und ganz oben zwei männliche Asketen (rishis).

Fünf Nischen zeigen tanzende Ganas, die zwergenhafte Begleitschar Shivas; drei Nischen beinhalten auch Götter der Himmelsrichtungen (lokapalas oder dikpalas): Agni auf dem Widder, Ishana auf dem Nandi, Yama auf dem Büffel. Einige Nischen sind von Paneelen (udgamas) aus übereinander gestellten Fensternischen (chandrasalas) überfangen, andere zeigen unterschiedliche Dekormotive, so dass man beinahe von Dekor-Experimenten sprechen kann.
Das dreigeteilte, von außen nach innen leicht zurückgestufte Portalgewände zeigt im unteren Bereich die – aufgrund aufsteigender Feuchtigkeit und menschlicher Einwirkungen – bereits arg zerstörten Flussgöttinnen Ganga und Yamuna, darüber gut erhaltene himmlische Liebespaare (mithunas), weibliche Einzelfiguren (Tänzerin und Musikantin) und männliche Asketen (rishis) sowie reichhaltiges vegetabilisches Dekor. Überhöht wird das Portal von einem verbreiterten, architekturähnlichen und in der Höhe vierfach abgestuften Register aus querformatigen Steinen mit den obligatorischen Fensternischen (chandrasalas) als Zier sowie seitlichen oberen Abschlüssen aus großen geriffelten Ringsteinen amalakas, die im Norden Indiens regelmäßig als Bekrönung, aber auch in den Ecken von Shikhara-Türmen erscheinen. Beachtenswert ist auch ein Fries mit kleinen hängenden Girlanden oberhalb des Portals, welches – im weiteren Verlauf etwas abgesenkt – den gesamten Tempel umschließt.
Das Innere der nur ca. 2 m × 2 m großen quadratischen Cella mit einem gut erhaltenen und noch immer verehrten Shiva-Lingam ist weitgehend schmucklos gehalten; der Lingam wird regelmäßig von den Brahmanen gewaschen – das Wasser wird über die Yoni nach außen abgeleitet. Die Decke des Sanktums besteht aus Steinplatten, in die eine große reliefierte Lotosrose eingearbeitet ist; das Innere des Shikhara-Turms ist teilweise hohl.

### Danebaba-Tempel
Der ca. 1 km östlich des Dorfes stehende sogenannte Danebaba-Tempel ist in Teilen ruiniert. Die erhaltenen Architektur- und Dekorteile sind jedoch insgesamt entwickelter und konsequenter gestaltet als beim Ramesvara-Mahadeva-Tempel, deshalb wird eine Bauzeit um 780 angenommen. Die erhaltenen Nischen in der Außenwand zeigen drei Hindu-Götter (Parvati, Karttikeya und Ganesha) sowie sechs – von insgesamt acht – Gottheiten der Himmelsrichtungen (Varuna, Vayu, Kubera, Surya anstelle von Ishana, Indra und Agni).

## Bedeutung und Stil
Die beiden Tempel von Amrol entstammen der Frühzeit (ca. 725–800) der Pratihara-Architektur, die insgesamt in etwa den Zeitraum von etwa 725–950 umfasst. Besondere Kennzeichen dieser frühen Phase sind das Fehlen von großen erhöhten Umgangsplattformen (jagatis), offenen Säulenvorhallen (mandapas) oder überdachten Umgängen wie sie noch bei den Gupta-Tempeln üblich waren; stattdessen verfügen die meisten Pratihara-Tempel über einen kleinräumigen, der eigentlichen Cella vorgelagerten und weitgehend geschlossenen Eingangsbereich (antarala). Gegenüber den Gupta-Tempeln sind die Außenwände des Sanktums reicher dekoriert und stärker gegliedert; diese Gliederung setzt sich in den Shikhara-Türmen fort, die insgesamt – gegenüber den Frühformen (vgl. Naresar) – eine stärkere Differenzierung und eine deutliche Höhenentwicklung erfahren.